# レインボースネークヘッド
レインボースネークヘッド（学名：Channa bleheri）は、スズキ目・タイワンドジョウ科に分類される魚の一種。小種名のbleheriは発見者のHeiko Bleher(ハイコ・ブレハー)氏に献名されたものである。

## 形態
全長は最大で20cm程度の小型のスネークヘッドである。オレンジの縁取りのあるヒレや、光沢のある緑色と赤色の斑模様で構成される体表など色彩が鮮やかな種で、レインボースネークヘッドという通称はその色彩に由来する。本種に似た未記載種にニューレインボースネークヘッドと呼ばれるものがおり、そちらはヒレのオレンジ色の部分が少なく背びれが全体的に青色を帯びるという違いがある。

## 分布
ブラマプトラ川の固有種で、模式産地はインドのアッサム州北東部のディブルガールである。

## 生態
繁殖形態は、ドワーフスネークヘッドに近縁なグループの小型スネークヘッドの中では唯一のバブルネストビルダーである。成熟した雌雄でつがいを作り、孵化した稚魚の世話をする。

## 人間との関係
ペットとしてアクアリウムで飼育される。1991年とスネークヘッドとしては比較的最近になって発見された種であるが、小型で美しい色彩を持った本種はスネークヘッドの中でも高い人気を得ている。10cm程度の若魚が複数同じ水槽で販売されることが多いが、成長すると排他的な性質が強く現れるため、他の魚との同居にはリスクを伴う。